# Klondike (trò chơi)
Klondike (hay Canfield) là trò chơi bài một người chơi, cũng đồng thời là biến thể phổ biến nhất khi nhắc tới các trò chơi trong dòng Solitaire hay Patience. Klondike được đánh giá là trò chơi "vượt qua những lời giải thích", khi có tỉ lệ chiến thắng (hoàn thành một ván chơi) rất thấp so với các trò chơi khác. Cũng bởi vậy, trò chơi này có rất nhiều biến thể con như Batsford, Easthaven, King Albert, hoặc một vài biến thể tới từ Hoa Kỳ như Agnes và Westcliff.

## Tên gọi
Ở Mỹ và Canada, khi nhắc tới cụm từ "Solitaire" mà không đề cập thêm gì, người ta thường nghĩ tới trò chơi Klondike này, và Solitaire được coi là một tên gọi khác của Klondike. Điều đó cũng xảy ra ở Vương quốc Liên hiệp Anh và Bắc Ireland, và họ gọi trò chơi này là "Patience", còn ở các nơi khác là "American Patience" - Patience của người Mỹ.
Trong quá khứ, Klondike cũng được gọi là Canfield tại Mỹ, nhiều người cho rằng là do đây vốn là một trò chơi tại sòng bạc Canfield, Saratoga Springs, New York - và cái tên này cũng đã được biết tới ở Anh. Tuy nhiên, ngày nay từ "Canfield" giống như cái tên phiên bản Mỹ của trò chơi Demon ở Anh - cũng là một trò chơi thuộc dòng Solitaire. Cũng có những tin đồn cho rằng trò chơi này được tạo ra bởi Richard Albert Canfield nên mới có cái tên như vậy, mặc dù chính bản thân ông gọi trò chơi của mình là Klondike.

## Ra đời
Theo các nhà nghiên cứu, trò chơi này trở nên phổ biến vào cuối thế kỉ XIX, và có thể đã được đặt cái tên Klondike như hiện nay ở Canada, khi mà cơn sốt vàng Klondike đã xảy ra tại đây trong giai đoạn 1896-1899. Trò chơi sớm nhất có luật chơi giống với Klondike như hiện nay xuất hiện trong phiên bản năm 1907 của cuốn Hoyle's Official Book of Games dưới cái tên "Seven-Card Klondike" (Klondike 7 lá). Trò chơi mang tên Klondike cũng xuất hiện trong cuốn sách đó, tuy nhiên lại trở thành một trò chơi mang tính cờ bạc - nó chính là Canfield (ở Mỹ), hay Demon sau này.
Trong ấn bản năm 1913 của cuốn sách Official Rules of Card Games (Luật chơi chính thức của các trò chơi bài), cái tên "Seven-Card Klondike" đã được rút gọn trở thành Klondike, với khác biệt ở việc chỉ rút một quân bài từ tập nguồn thay vì ba, và trò chơi mang tên Klondike đã chính thức lấy tên là Canfield.
Sự xuất hiện của Klondike trong Microsoft Windows vào những năm 1990 cũng góp phần phổ biến trò chơi này như hiện nay. Klondike được đánh giá là biến thể nổi tiếng nhất trong dòng trò chơi Solitaire.

## Luật chơi

Trò chơi Klondike trong màn hình GNOME. Có hai nước chuyển bài hợp lệ: Từ J cơ (cột 5) sang Q nhép (cột 6); và từ 5 cơ (cột 7) sang 6 pích (cột 3).

Klondike được chơi bằng một bộ bài tú lơ khơ 52 lá, trừ những quân Phăng teo.
Sau khi tráo bài ngẫu nhiên, một bàn chơi gồm có 7 cột bài sẽ được xếp từ trái sang phải. Từ trái sang phải, mỗi cột sẽ có nhiều hơn 1 quân bài hơn cột ở trước theo số lượng 1-2-3-4-5-6-7 mỗi cột, và lá bài trên cùng của mỗi cột sẽ được lật ngửa lên. Số bài còn lại chưa xếp vào 7 cột này thường được đặt úp tại góc trái trên cùng bàn chơi, được gọi là tập nguồn. Ở góc phải trên cùng là vị trí của bốn dây bài, là nơi mà các quân bài từ át (bé nhất) tới Già - K của mỗi chất riêng biệt là cơ, rô, bích, tép được sắp xếp vào từ các quân bài đã lật ngửa tại bàn chơi - và để chiến thắng một ván chơi Klondike, người chơi cần phải sắp xếp đủ 52 quân bài vào cả 4 dây bài này theo thứ tự A-2-3-4-5-6-7-8-9-10-J-Q-K.
Có ba loại nước đi bài hợp lệ để góp phần chiến thắng trò chơi, đó là:
- Di chuyển những cây bài ngửa trong một cột sang một cột khác, sao cho sau khi di chuyển phải tạo được một dây với cây bài sẵn có trên cột mới mà ở đó, màu của quân bài được di chuyển tới phải khác với màu của quân bài ban đầu.[12]
- Trường hợp cây bài lật ngửa dưới cùng là át hoặc có số liền sát cùng chất với cây bài ở dây bài thì ta chuyển cây bài đó từ cột dưới lên dây bài.[13] Các quân bài trong dây bài có thể được tái sử dụng lại trong bàn chơi, theo thứ tự rút dần từ dây bài xuống.
- Khi có một cột rỗng (không chứa quân bài nào), người chơi có thể đặt vào đó một lá K (già) bất kỳ.
- Trong trường hợp những nước di chuyển trên không thể thực hiện hợp lệ, người chơi sẽ rút ba - hoặc một quân bài từ tập nguồn để sử dụng cho mục đích tương tự ba nước đi tiếp theo.

Nếu người chơi không còn khả năng thực hiện một nước đi nào hợp lệ và có ý nghĩa nữa, ván chơi thất bại và ở thời điểm này, không còn khả năng chiến thắng ván chơi đó nữa.